# فرودگاه صحرایی امدادی جیلا بند
فرودگاه صحرایی امدادی جیلا بند (به انگلیسی: Gila Bend Air Force Auxiliary Field) یک فرودگاه نظامی است. این فرودگاه در شهر جیلا بند، آریزونا کشور ایالات متحده آمریکا قرار دارد.